# Ермолин, Павел Андреевич
Павел Андреевич Ермолин (11 июня 1897, Ярославль, Российская империя — 3 ноября 1974, Москва, СССР) — советский военачальник, генерал-лейтенант (19 января 1943).

## Биография
Родился в 1897 году, в Ярославле в семье рабочего. Русский.
Участник Первой мировой войны, за отличие в которой награждён Георгиевским крестом. Закончил войну в звании прапорщик.
В 1918 году вступил в РКП(б), в том же году окончил Ярославский университет.
В декабре 1919 года вступил в Красную Армию — командир роты, батальона. Участник Гражданской войны.
В 1920 году окончил Высшую школу штабной работы при штабе Западного фронта.
В июле 1922 года назначен начальником оперативной части штаба 18-й стрелковой дивизии.
В 1925 году окончил Военную академию РККА имени М. В. Фрунзе.
В августе 1925 года назначен помощником начальника штаба 57-й Уральской стрелковой дивизии.
В декабре 1926 года назначен помощником начальника штаба, а с марта 1928 года начальником управления территориального округа 18-й Ярославской стрелковой дивизии.
В октябре 1928 года назначен начальником управления территориального округа 10-го стрелкового корпуса.
В апреле 1934 года назначен преподавателем тактики кафедры организации и мобилизации войск, а с апреля 1935 года начальником кафедры организации и мобилизации войск Военной академии РККА имени М. В. Фрунзе.
В ноябре 1936 года назначен начальником штаба 12-го стрелкового корпуса.
В июне 1937 года назначен начальником 5-го отдела Управления устройства тыла и снабжения Генерального штаба Красной Армии.
В марте 1940 года назначен начальником отдела вооружения Управления устройства тыла и снабжения Генштаба Красной Армии
11 ноября 1940 года приказом НКО СССР № 04551 назначен заместителем начальника, а с 11 марта 1941 года приказом НКО СССР № 0633 начальником Управления устройства тыла и снабжения Генерального штаба Красной Армии.
С августа 1941 года — заместитель начальника Управления тыла РККА.
С 22 июня 1942 года одновременно член Комиссии по эвакуации при ГКО.
С апреля 1946 года — помощник начальника Генштаба ВС по планированию, вооружению и снабжению.
С сентября 1948 года — начальник канцелярии Министерства Вооруженных Сил.
С августа 1950 года — в распоряжении Совета Министров СССР с оставлением в кадрах Советской Армии.
С февраля 1953 года — прикомандирован к ЦК КПСС с оставлением в кадрах Советской Армии.
С апреля 1953 года — в распоряжении Генштаба ВС СССР для особых поручений при Министре обороны.
С ноября 1954 года — заместитель начальника тыла Министерства обороны.
С мая 1955 года — первый заместитель начальника тыла Министерства обороны.

Генерал Ермолин такой у Булганина работал. Часто со мной вместе ходил к нему документы подписывать. «С тобой веселей»,— говорит. Брал пухлую папку бумаг. Булганин сначала мои документы просмотрит, подпишет. Затем Ермолин свои бумаги подает. Одну, вторую, третью. Тут Ермолин встревает: «Товарищ маршал, вы, наверное, устали уже, может, остальные в другой раз?» «Да, пожалуй»,— соглашается Булганин. Выходим. И так раз за разом. Я как-то не утерпел, спрашиваю: «Что ж у тебя там за бумаги в таком количестве?» Ермолин улыбается. Папку раскрыл — а там кипа таблиц каких-то для веса и объёма, чтоб показать, что вот-де, сколько работы у меня. Сплошная военная показуха.— из воспоминаний Михаила Смиртюкова, заместителя заведующего секретариатом Совнаркома СССР
Приказом Министерства обороны № 462 от 20 мая 1959 года уволен в запас по ст. 59, п. «б» (по болезни), с правом ношения военной формы одежды.
Умер в 1974 году. Похоронен в Москве на Ваганьковском кладбище.

## Интересные факты
- В книге «Сталин. Энциклопедия» её автор Владимир Васильевич Суходеев утверждает, что Павел Андреевич Ермолин в 1940 году стал военным советником И. В. Сталина и в годы Великой Отечественной войны выполнял его личные распоряжения, также в этой книге автор пишет: «Ермолин — человек поразительной судьбы, его жизнь легла в основу романа Владимира Дмитриевича Успенского „Тайный советник вождя“».

## Воинские звания
- Полковник (5.12.1935);
- Комбриг (17.04.1938);
- Генерал-майор (4.06.1940);
- Генерал-лейтенант (19.01.1943).

## Награды

### СССР
- два ордена Ленина (07.03.1943, 21.02.1945)
- три ордена Красного Знамени (03.03.1942,  03.11.1944, 20.06.1949)
- орден Кутузова I степени № 245 (01.08.1944)
- два ордена Красной Звезды (17.11.1939, 28.10.1967)
- орден «Знак Почёта» (22.02.1938)
  - Медали в.т.ч.:
  - «За отвагу» (08.05.1942)
  - «XX лет Рабоче-Крестьянской Красной Армии» (1938)
  - «За оборону Ленинграда»
  - «За оборону Москвы»
  - «За оборону Кавказа»
  - «За Победу над Германией в Великой Отечественной войне 1941—1945 гг.»
  - «За победу над Японией»

### Награды Российской империи
Георгиевский крест 4-й степени

### Иностранные награды
Китай:
- медаль «Китайско-советская дружба»

 МНР:
- медаль «30 лет Халхин-Гольской Победы» (15.08.1969)

 ПНР:
- Орден «Крест Грюнвальда» III степени (21.05.1946)